# エマス国立公園
エマス国立公園（ポルトガル語で、Parque Nacional das Emas）は、ブラジルにおける国立公園の1つであり、2001年、ユネスコの世界遺産に登録された。登録名は、「セラード保護地域:ヴェアデイロス平原国立公園とエマス国立公園」である。
ブラジル中西部の州であるゴイアス州に位置し、範囲は、南緯17度49分から18度28分、西経52度39分から53度10分に広がる。
エマス国立公園はブラジル最後にして最大規模を誇るセラードの一つであり、本来のセラード生態系の約10万ヘクタールからなる土地に、開けたセラード (サバンナ)、セラダン、沼沢地、森林、河谷林、開けた原野といった環境が見られる。気候は湿潤熱帯性で夏が多湿、冬が乾燥し、ケッペンの気候区分でいう Aw (サバナ気候) である。年間降水量は1200-2000ミリメートルで10月から3月にかけてに集中し、年間平均気温は24.6℃である。
ここでは、典型的なセラードの生態系を見ることが可能である。40℃を超える暑さと厳しい乾燥の為、生育できる植物は限られ、ほとんどがイネ科の草である。灌木が多いサバンナが広がり、そこはシロアリの巣となっていることが多い。
国立公園の名前となっている「エマス」とは、ポルトガル語でレア（アメリカ・レア）を意味している。

## 生物相

### 動物相

#### 哺乳類
オオアリクイ、オオアルマジロ、コロコロやピューマ、タテガミオオカミ、といった希少な哺乳類が生息する。

#### 鳥類
アメリカ・レアの観察が可能である。

#### 昆虫類

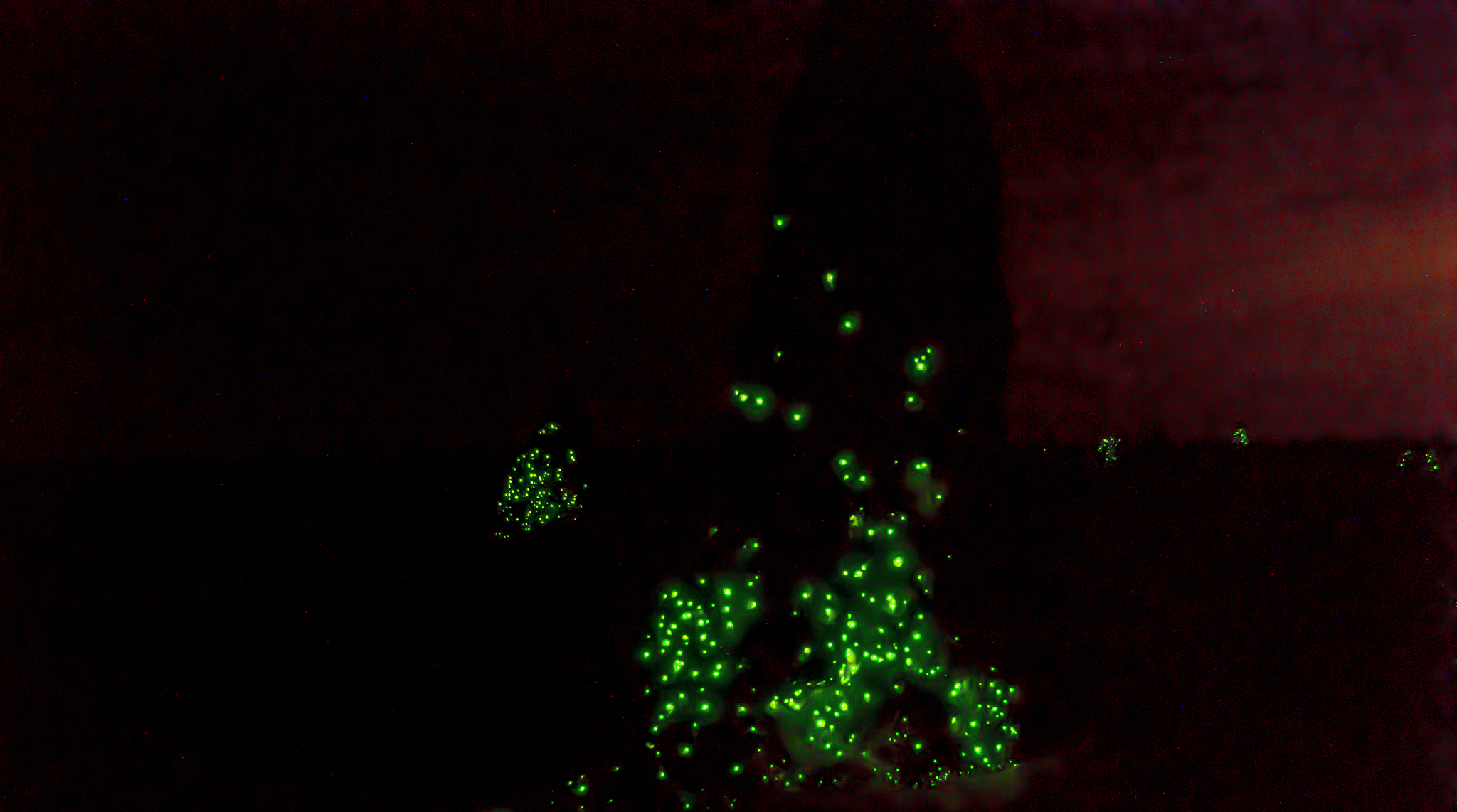
緑色に光るシロアリ塚。光っているのはシロアリではなく、巣に居候するコメツキムシ科の Pyrearinus termitilluminans の幼虫である。

一般的にエマス国立公園の風景として知られるのは、無数に点在するシロアリ塚が夜に光る様子である。この緑色の光はシロアリ塚に棲みついたコメツキムシ科サビキコリ亜科の Pyrearinus termitilluminans Costa, 1982 の幼虫によるものであり、シロアリなどが光に集まる習性を利用しておびき寄せ、捕食するためのものであると考えられている。ブラジルは世界でも最大の発光性甲虫の多様性を誇り、多種多様なバイオームに分布するホタル科、フェンゴデス科、コメツキムシ科、ハネカクシ科の約500種が記載済みであり、エマス国立公園やその周辺地域に関しては合計32種が記録されている。ただエマス国立公園を含めたブラジル中西部での30年間の継続的な調査活動の結果、1990年代後半の国立公園周辺において元来の牧草地が農耕地やサトウキビ畑へ転換されるに伴っての、豊かさの減少が浮き彫りとなっている。

### 植物相
1998年11月から1999年10月にかけて行われた植物相調査では80科303属の601種が採取され、草本性の種と木本性の種の比率は 3.03:1、豊富な科の上位5位はキク科 (88種)、マメ科 (87種)、イネ科 (51種)、フトモモ科 (39種)、シソ科 (24種) で、この5科が全種の48パーセントを占めるという結果が得られた。この調査においてはトケイソウ科 (APG IV) の Piriqueta emasensis Arbo のような新種も発見されている。

## 世界遺産

### 登録基準
この世界遺産は世界遺産登録基準のうち、以下の条件を満たし、登録された（以下の基準は世界遺産センター公表の登録基準からの翻訳、引用である）。
- (9) 陸上、淡水、沿岸および海洋生態系と動植物群集の進化と発達において進行しつつある重要な生態学的、生物学的プロセスを示す顕著な見本であるもの。
- (10) 生物多様性の本来的保全にとって、もっとも重要かつ意義深い自然生息地を含んでいるもの。これには科学上または保全上の観点から、すぐれて普遍的価値を持つ絶滅の恐れのある種の生息地などが含まれる。